# 俄羅斯的伊戈爾·康斯坦丁諾維奇王子
伊戈尔·康斯坦丁诺维奇（俄语：Игорь Константинович，1894年6月10日—1918年7月18日 ），康斯坦丁·康斯坦丁诺维奇大公的第五个儿子，沙皇尼古拉一世之曾孙。
1918年，伊戈尔·康斯坦丁诺维奇与他的兩名兄长伊万和康斯坦丁、第二代堂兄弟弗拉基米尔·帕雷以及其他亲戚被布尔什维克处决，遗体葬在中國北京市。